# Arena (Haloo Helsinki!)
Arena è il primo album dal vivo del gruppo musicale rock finlandese Haloo Helsinki!, pubblicato il 27 novembre 2015 dalla Ratas Music, il quale consiste nella registrazione dei concerti del 16 e 17 novembre 2015 all'Hartwall-areena di Helsinki.
L'album è entrato nella classifica finlandese degli album più venduti, raggiungendo la quarta posizione.
Dall'album è stato estratto un singolo promozionale, Seitsemäm miljardii.

## Tracce
CD 1
1. Arena Intro I – 1:18
2. Pulp Fiction – 4:05
3. Kiitos ei ole kirosana – 4:35
4. Kuule minua – 4:23
5. Carpe diem – 4:14
6. Lähtövalmiina – 5:06
7. Seitsemän miljardii – 5:05
8. Nainen jonka ympärille tuolit tuodaan – 4:29
9. Huuda! – 4:51
10. Arena Outro I – 0:54
11. Arena Intro II – 2:57
12. Kevyempi kantaa – 4:47
13. Kuu saa valtansa auringolta – 6:45
14. Kuussa tuulee – 6:21
15. Maailman toisella puolen – 7:54

CD 2
1. Arena Intro III – 2:51
2. Jos mun pokka pettää – 3:12
3. Ei Eerika pääse taivaaseen – 3:44
4. Vihaan kyllästynyt – 5:44
5. Taivaanlaiva – 3:00
6. Rakkaus – 3:59
7. Vapaus käteen jää – 4:16
8. Arena A Cappella – 2:45
9. Haloo Helsinki! – 3:40
10. Beibi – 5:43
11. Köpis 2012 – 6:01
12. Maailma on tehty meitä varten – 4:59
13. Arena Outro II – 4:20

## Classifica
| Classifica | Massima posizione |
| ---------- | ----------------- |
| Finlandia  | 4                 |